# والتر راند
والتر راند (بالإنجليزية: Walter Rand) هو سياسي أمريكي، ولد في 31 مايو 1919 في فيلادلفيا في الولايات المتحدة، وتوفي في 6 يناير 1995. حزبياً، نشط في الحزب الديمقراطي. وقد انتخب عضو مجلس ولاية نيوجيرسي وانتخب عضو جمعية نيوجيرسي العامة.